# アレリア・マーフィー
アレリア・マーフィー（Alelia Murphy、1905年7月6日 - 2019年11月23日）は、かつてアメリカ・ニューヨーク州に在住した長寿の女性。アメリカ国内の最高齢者で、世界では7番目の高齢者だった。

## 略歴
1905年、ノースカロライナ州グリフトンで12人兄弟のもとに生まれる。グリフトンの学校に通い、1926年にニューヨークに引っ越して、販売員として働きながら同年10月7日にファード・マーフィーと結婚。当時の趣味はダンスだったといわれている。少なくとも2人の子供を産んだ。夫は1953年に死去し、その後もマンハッタン区ハーレムに60年以上住んでいた。90歳になっても自分宛てに送られた請求書の料金を支払うことも可能だったという。2019年1月8日、レッシー・ブラウンの死去に伴い、113歳でアメリカ及び黒人最長寿の人物となった。同年3月には祝賀会にて表彰を受けた。甘いものが好きで、特にチョコレートやアイスクリームなどを好んだという。同年11月23日、114歳140日で死去。当時の国内最高齢男性だったCP・クロフォードも同日に亡くなっている。